# احمدآباد پنجه
احمدآباد پنجه (کردستان) روستای واقع در جنوب شرقی استان کردستان و از توابع شهرستان دهگلان دهستان دهستان ئیلاق جنوبی بخش بلبان‌آباد می‌باشد. روستاهای مجاور عبارتند از: قره بلاغ پنجه، مشیرآباد پنجه، سراب شیخ حسن، چاغربلاغ، کاکوی علیا وسفلی، سلسله،کبودخانی علیا،  لاله‌ای،نبی آباد و گردمیران سفلی وعلیا میباشد

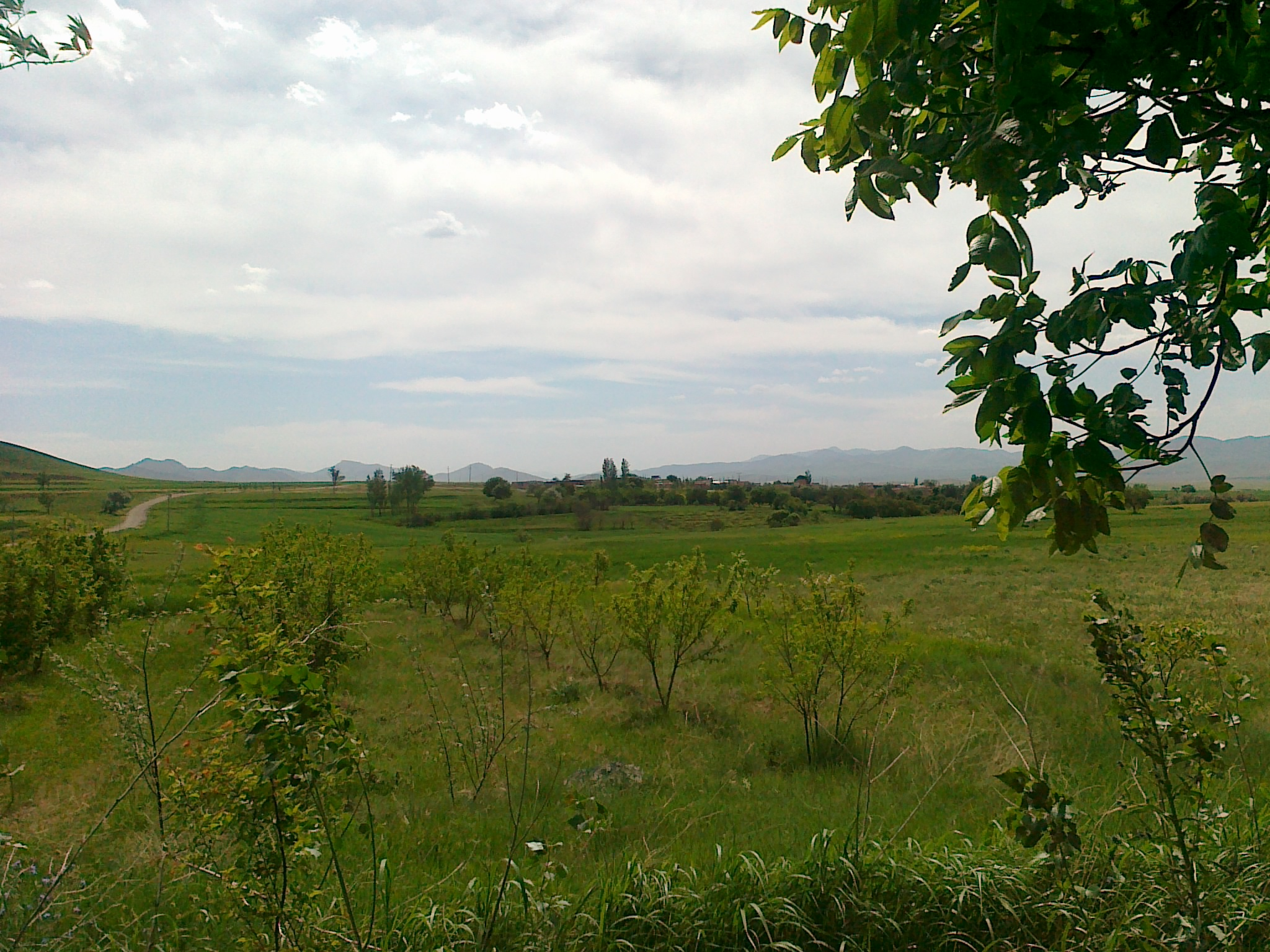
دور نمای روستای احمد آباد پنجه
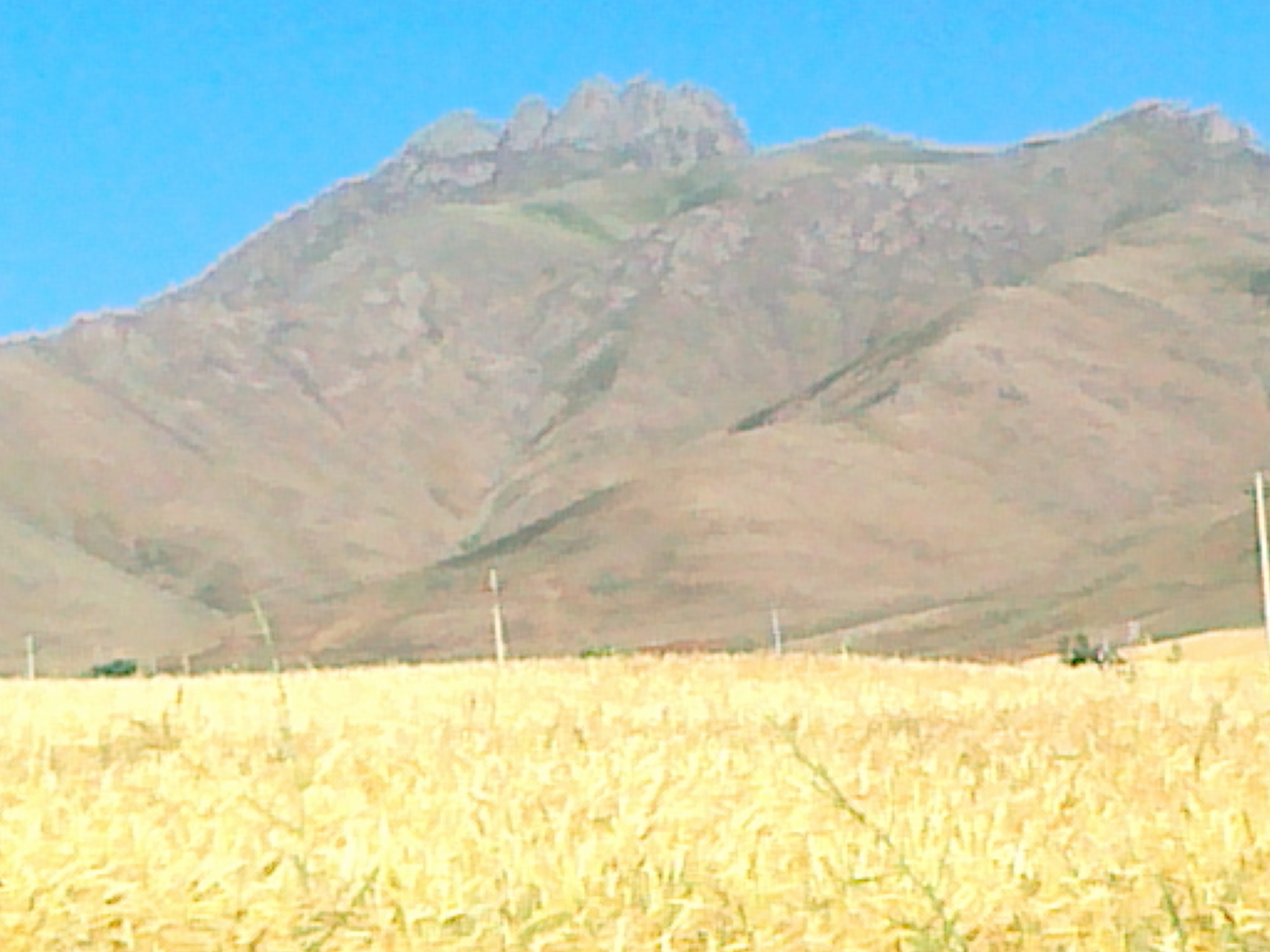
کوه پنجه

## ساکنین
مردم احمدآباد پنجه کرد زبان و مسلمان می‌باشند.

## طبیعت
این روستا از طبیعتی زیبا برخوردار است که شامل چشمه‌ها، باغات و کوهای زیبا و مزارع کشاورزی می‌باشد. عمده محصولات کشاورزی روستا شامل گندم، جو، نخود، علوفه، سیب زمینی، خیار و … می‌باشد. بیشتر باغ‌های میوه روستا نیز دارای درختان مثمر گردو، سیب، بادام، زردآلو و … می‌باشند. اما یکی از زیبایی‌های این روستا کوه مرتفع و منحصر به فرد پنجه می‌باشد این کوه عمدتاً از سنگ‌های آندزیتی و توف‌های آتشفشانی تشکیل شده‌است، در قله کوه که ۲۸۶۳ متر ارتفاع دارد پنج صخره آندزیتی وجود دارد که شکل این کوه مانند پنجه دست انسان دیده می‌شود و دلیل نامگذاری این کوه نیز همین شکل آن می‌باشد. ارتفاع این روستا از سطح دریا حدود ۱۹۰۰ متر می‌باشد و دارای زمستان‌های بسیار سرد می‌باشد اما در فصل تابستان هوای معتدلی دارد. حیات وحش این منطقه در حال حاضر محدود به حیواناتی مانند گرگ، روباه، خرگوش، شغال و پرندگانی مانند عقاب طلایی، عقاب سیاه، کبوتر وحشی و… می‌باشد اما در گذشته نه چندان دور بسیار غنی بوده و حیواناتی مانند بز کوهی، گراز وحشی، و پرندگانی چون کرکس، مرغ میش (میشه سی) و … در کوه‌ها و رودخانه‌های اطراف وجود داشته‌اند که امروزه اثری از آن‌ها نیست. دلایل نابودی قسمت عمده این حیات وحش تخریب زیست گاه‌ها، کاهش آبهای سطحی، افزایش جمعیت انسان و دام در منطقه و همچنین شکار بی‌رویه می‌باشد.

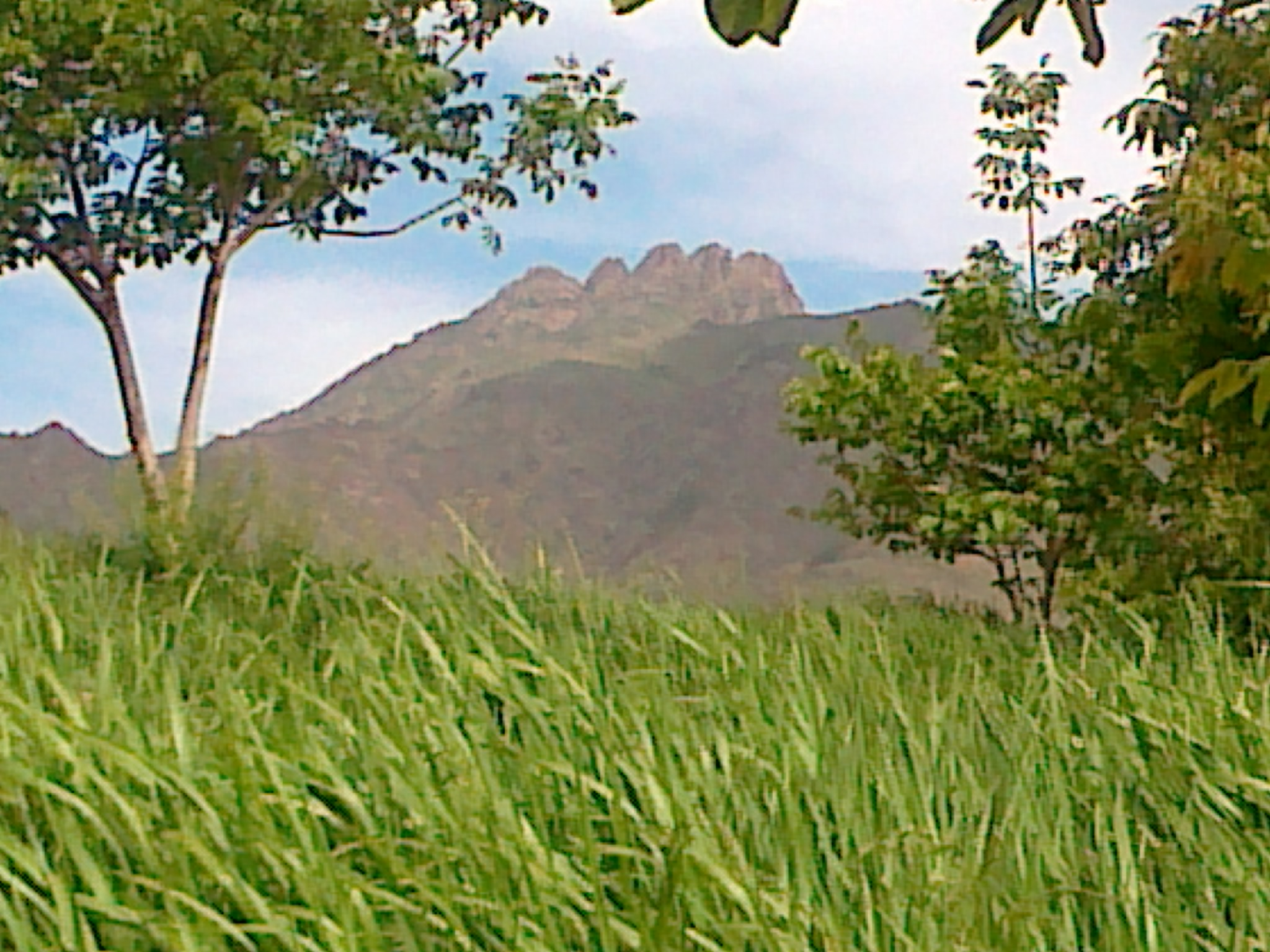
کوه پنجه

## صنعت
این روستا علی‌رغم پتانسیل‌های فراوان از لحاظ صنعتی رشدی نداشته‌است و تنها واحد تولیدی آن دو عدد مرغداری نچندان بزرگ و پرواربندی گوساله ۳۰ راسی می‌باشد اما به توجه به وضعیت روستا و مناطق اطراف دارای پتانسیل‌های مناسبی برای صنعتی شدن در زمینه‌های کشاورزی و دامپروری (کشت و صنعت) می‌باشد. همچنین وجود سنگ‌های آندزیتی مرغوب که می‌توانند در تهیه شن و ماسه کوهی کاربرد داشته باشند نیز می‌تواند پتانسیل معدنی این روستا را افزایش دهد.